# UTC+13:45
43°59′00″ пд. ш. 176°27′00″ сх. д. / 43.98333333° пд. ш. 176.45° сх. д.
UTC+13:45 — часова зона, яка використовується як літній час на островах Чатем, що входять до складу Нової Зеландії як один з 17-и районів. Зміщення від всесвітнього часу +13 годин 45 хвилин, а від київського — на 10 годин і 45 хвилин більше.
Вперше запроваджено у 1974 році. Час UTC+13:45 використовується щорічно з останньої неділі вересня (02:45 CHAST) до першої неділі квітня (03:45 CHADT). В інший час року таке зміщення від UTC не використовується
Літерні позначення: CHADT, M†

## Часова зона, яка використовує UTC+13:45
- Чатемський літній час

## Використання

### Постійно протягом року
Зараз не використовується

### З переходом на літній час
Зараз не використовується

### Як літній час
- Нова Зеландія — част.:
  - Острови Чатем

## Історія використання

### Як стандартний час
Ніколи не використовувався

### Як літній час
- Нова Зеландія — част.:
  - Острови Чатем — 1974